# Orden de la Gloria (Imperio otomano)
La Orden de la Gloria (en turco otomano: نشانِ افتخار‎) fue una orden del Imperio otomano fundada el 19 de agosto de 1831 por el sultán Mahmud II. Con la introducción de la Orden del Medjidie algunas fuentes declararon esta orden obsoleta. No obstante, existen ejemplos conocidos de que fue concedida durante el reinado de Abdul Hamid II. Esta era la segunda orden más alta en el Imperio otomano (justo por debajo de la Orden de Distinción).

## Condecorados
| - Grandes Cordones - Kenneth Anderson - Andrew Cunningham, 1º Vizconde de Cunningham de Hyndhope - Príncipe Jorge de Baviera - Marie-Pierre Kœnig - Jagatjit Singh - Walter Bedell Smith - Shah Jahan Begum - Jan Syrový - Arthur Tedder, 1º Barón de Tedder - Grandes Oficiales - Pierre Clostermann - Henri Romans-Petit - Washington Carroll Tevis - Comandantes - Pierre Billotte - Príncipe Leopoldo de Baviera - Samuel Morse - Kazimierz Porębski - Bernard Saint-Hillier | - Caballeros - Príncipe Adalberto de Prusia - Alois Lexa von Aehrenthal - Constantin Cantacuzino - Príncipe Eitel Federico de Prusia - Emperador Guillermo II de Alemania - Clase Desconocida - Alexander Karađorđević - Willy Coppens - Isma'il Pasha - Mihailo Obrenović - Frits Thaulow - Lazar Arsenijević Batalaka - Ilija Garašanin |